# WISE 0325+0831
WISE 0325+0831 (= WISE J032547.72+083118.2) is een bruine dwerg met een spectraalklasse van T7. De ster bevindt zich 41,5 lichtjaar van de zon.